# Ressuscitou
Ressuscitou é o primeiro álbum de estúdio da cantora brasileira Marine Friesen, sendo o segundo pela gravadora MK Music e o terceiro de sua carreira, lançado em novembro de 2017.
O álbum foi produzido por Daniel Friesen, marido da cantora, e traz participações de Ana Paula Valadão, Nívea Soares e Mariana Almeida, irmã da cantora. Traz também a regravação de "Águas Puificadoras", do grupo Diante do Trono.
Os primeiros singles a serem lançados foram "Vasos Quebrados", versão de Broken Vessels, do Hillsong United, e "Mestre do Amor".

## Faixas
1. Emanuel
2. Eu Quero Estar
3. Por Amor (ft. Nívea Soares)
4. Mestre do amor
5. Vasos Quebrados (Broklen Vessels)
6. Como Eu te Amo (ft. Ana Paula Valadão)
7. Ressuscitou
8. Águas Purificadoras
9. Salmo 91
10. Melodia do Céu (ft. Mariana Almeida)
11. Posso

## Clipes (CanalMK MusicnoYouTube)
| Músca          | Lançamento              | Tipo       |
| -------------- | ----------------------- | ---------- |
| Mestre do Amor | 7 de novembro de 2017   | VideoLETRA |
| Salmo 91       | 11 de janeiro de 2018   | Clipe      |
| Ressuscitou    | 15 de janeiro de 2018   | Clipe      |
| Eu Quero Estar | 19 de fevereiro de 2015 | Clipe      |